# Combes (Frankrijk)
Combes is een gemeente in het Franse departement Hérault (regio Occitanie) en telt 308 inwoners (2005). De plaats maakt deel uit van het arrondissement Béziers.

## Geografie
De oppervlakte van Combes bedraagt 11,3 km², de bevolkingsdichtheid is 27,3 inwoners per km².

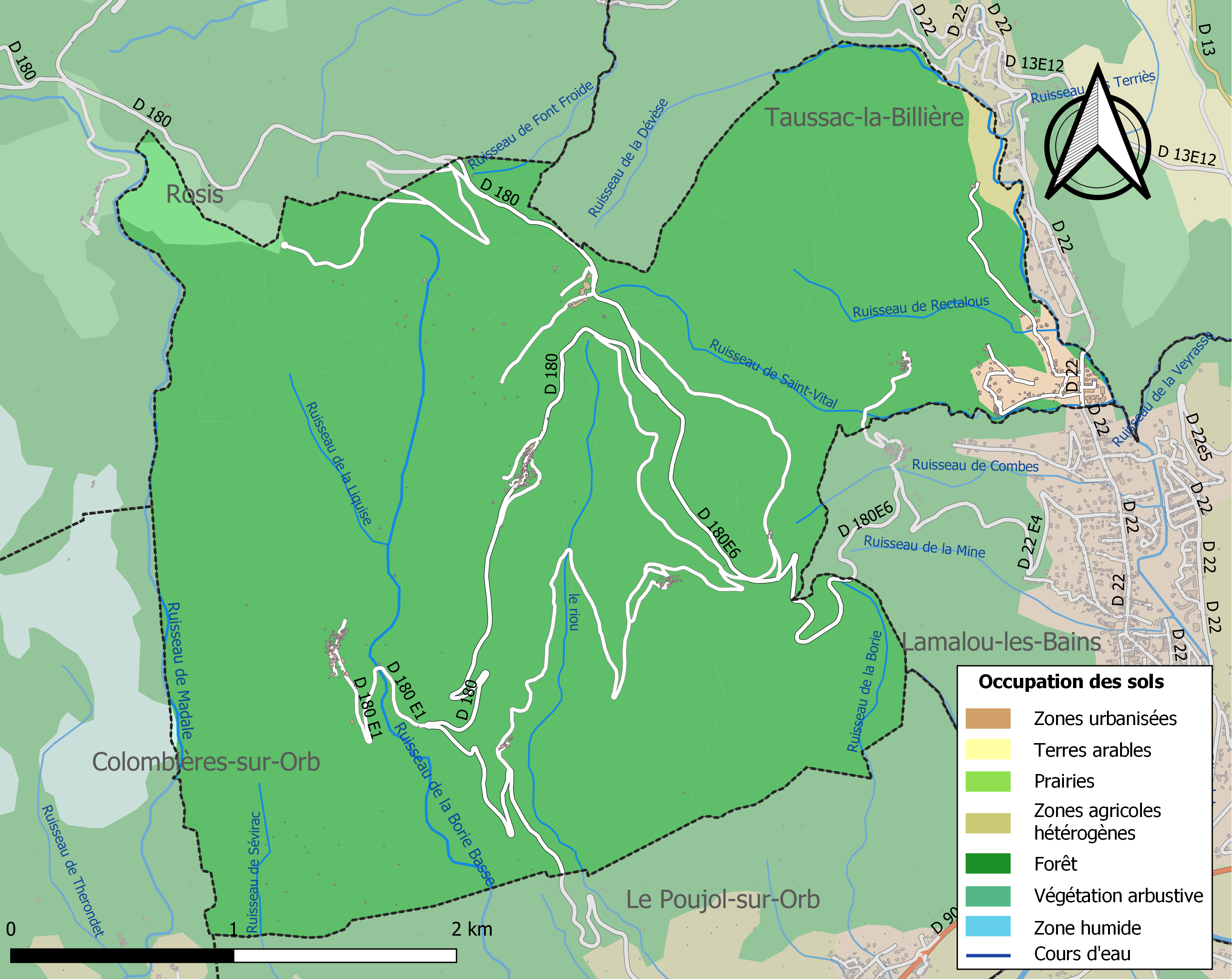
Kaart van de gemeente met de belangrijkste infrastructuur, bodemgebruik en omliggende gemeenten

## Demografie
Onderstaande figuur toont het verloop van het inwonertal (bron: INSEE-tellingen).